# 陳寔
陳 寔（ちん しょく、永元16年（104年） - 中平3年8月15日（186年9月16日））は、後漢の人。字は仲弓。
豫州潁川郡許県（現在の河南省許昌市建安区）の出身。太丘県の長を務めていたので陳太丘とも呼ばれた。潁川陳氏の高祖であり、潁川清流派の中心人物でもある。子は陳紀・陳夔・陳洽・陳諶・陳休・陳光ら。孫は三国時代の陳羣・陳忠ら。南北朝時代の陳の創始者・陳霸先、唐の僧侶・玄奘三蔵、20世紀の小説家・陳舜臣らの祖先ともされる。

## 生涯
貧しい家に生まれた陳寔は若い頃から学に親しみ、また公平無私で寛容な政治を行ったので民からすこぶる評判がよかったが、宦官の専横に反対したため、党錮の禁を受けることとなる。官を辞した後は郷里で隠居していたが、その村人達は訴訟事が起これば彼に裁断を求め、そのとき陳寔は道理を以って解決した為、郷里の人々は誰も彼を怨むことが無く、『陳寔様に正しくないと言われるくらいなら、むしろ刑罰を受けるほうがましである』と言わしめた。
後に禁が解けると何進らは人を遣って陳寔を官職に召し出そうとしたが、出仕することを拒み、そのまま亡くなった。その葬式の際には国中から参列者が3万人集まったという。また、喪に服した者も韓融・荀爽らをはじめ100人を超えた。

## 梁上の君子
ある日、陳寔の家に泥棒が入った。その泥棒は梁の上に隠れていたが、陳寔はそれに気づき、一族をその部屋に集めてこう言った。
「人として生まれた以上、立派な人間にならなくてはいけない。世の中には悪人もいるが、それは生まれつきではなく誰かに習ってしまっただけである。梁上にいる君子もまさにその一人である。」
すると、泥棒は驚愕し、陳寔の前に顔を出すと土下座をして陳謝した。これに対し陳寔は
「君の風貌を見ると悪人には見えない。反省して善人になりなさい。今回は貧しさ故に止む無く泥棒したのだろう。」
と言って絹をその泥棒に差し出した。この一件以来陳寔の村では泥棒が出なくなったという。
この故事から『梁上の君子』とは泥棒を指す言葉になっている。

## 世説新語
『世説新語』には陳寔に関わるエピソードが多数収録されている。
あるとき、陳寔の息子の陳紀（元方）と陳諶（季方）兄弟の子である陳羣と陳忠が、それぞれの父の功績や徳行を論じたが、優劣を決することができなかった。そこで祖父の陳寔に意見を求めたところ、陳寔は「元方ほどの兄はいないし、季方ほどの弟もいない」といった。